# Acolastus nigrolineatus
Acolastus nigrolineatus là một loài bọ cánh cứng trong họ Chrysomelidae. Loài này được Bryant miêu tả khoa học năm 1944.